# Agalliopsis texella
Agalliopsis texella är en insektsart som beskrevs av Kramer 1964. Agalliopsis texella ingår i släktet Agalliopsis och familjen dvärgstritar. Inga underarter finns listade i Catalogue of Life.